# Downs Barracks

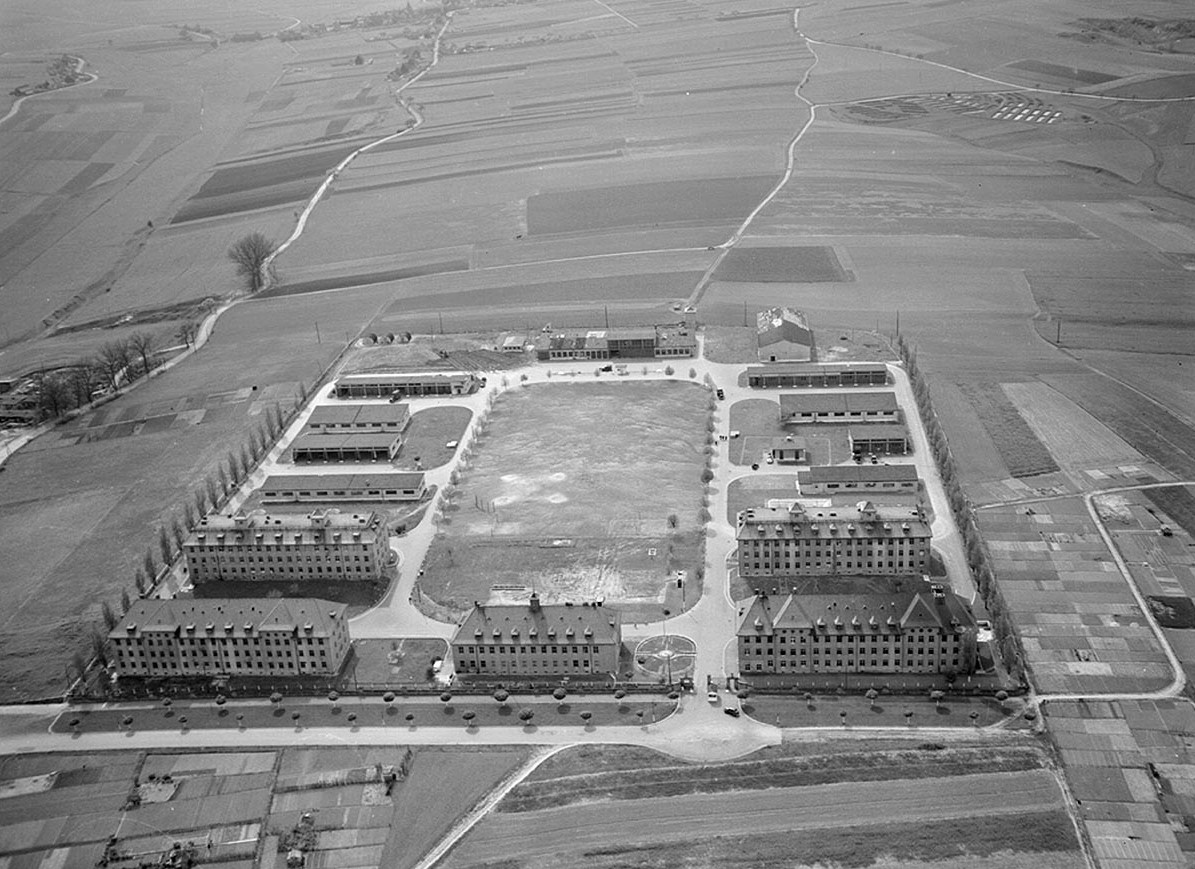
Luftbildaufnahme von 1950

Downs Barracks war die letzte Bezeichnung einer ehemaligen Kasernenanlage in der osthessischen Stadt Fulda. Sie war 1937 für die deutsche Wehrmacht neu errichtet worden und hieß bis 1945 „Ludendorff-Kaserne“. Von 1946 bis 1994 wurde sie von der US-Armee genutzt.

## Lage
Das Areal der ehemaligen Downs Barracks erstreckte sich nördlich der Haimbacher Straße, einer Ausfallstraße im Fuldaer Stadtbezirk Westend.

## Geschichte
1937 wurde für die Beobachtungs-Abteilung 9 des Heeres auf dem westlich des Fuldaer Stadtkerns gelegenen Münsterfeld die Ludendorff-Kaserne erbaut. Die US Army nutzte das Gelände ab 1946 mit der Stationierung der 81st CON Squadron der US-Constabulary und Umbenennung der Kaserne in The Crossman Barracks. 1951 zog das Hauptquartier des 14th Armored Cavalry Regiment in die Kaserne ein, das von Fritzlar nach Fulda verlegte. Dabei wurde der Name auf Downs Barracks geändert. 1972 löste das 11th Armored Cavalry Regiment Blackhorse nach seiner Rückkehr aus Vietnam das 14th Armored Cavalry Regiment ab und setzte dessen Aufgabe, den Patrouillendienst an der innerdeutschen Grenze im höchst vulnerablen Abschnitt des sogenannten Fulda Gap, fort. Nach Auflösung des Standorts im Jahr 1994 ging das Gelände in den Besitz des Bundesvermögensamtes über.

## Heutige Nutzung
Nachdem die amerikanischen Truppen im Jahr März 1994 abzogen, wurde das Areal durch Konversion zu einem neuen Wohn- und Gewerbebereich umgewandelt. Seit 2001 befindet sich auf dem Gelände auch das Polizeipräsidium Osthessen.